# Tulln an der Donau
Tulln an der Donau is een gemeente in de Oostenrijkse deelstaat Neder-Oostenrijk, gelegen in het district Tulln. De gemeente heeft ongeveer 13.600 inwoners.

## Geografie
Tulln an der Donau heeft een oppervlakte van 72.23 km². Het ligt in het noordoosten van het land, ten noordwesten van de hoofdstad Wenen.

## Musea
Römermuseum Tulln, een museum over de Romeinen en de Keltische inheemse bevolking van Noricum.

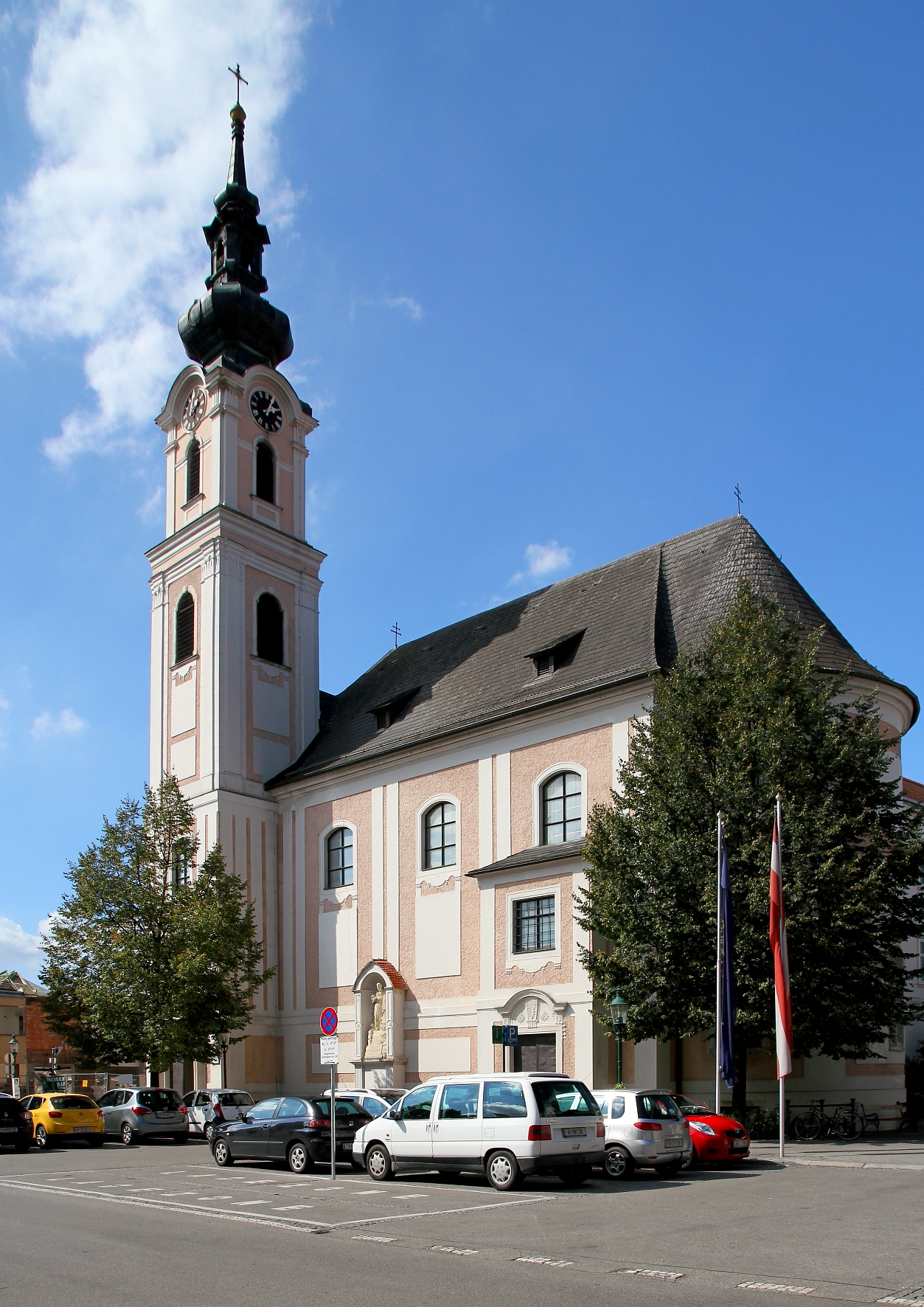
Minoritenkirche
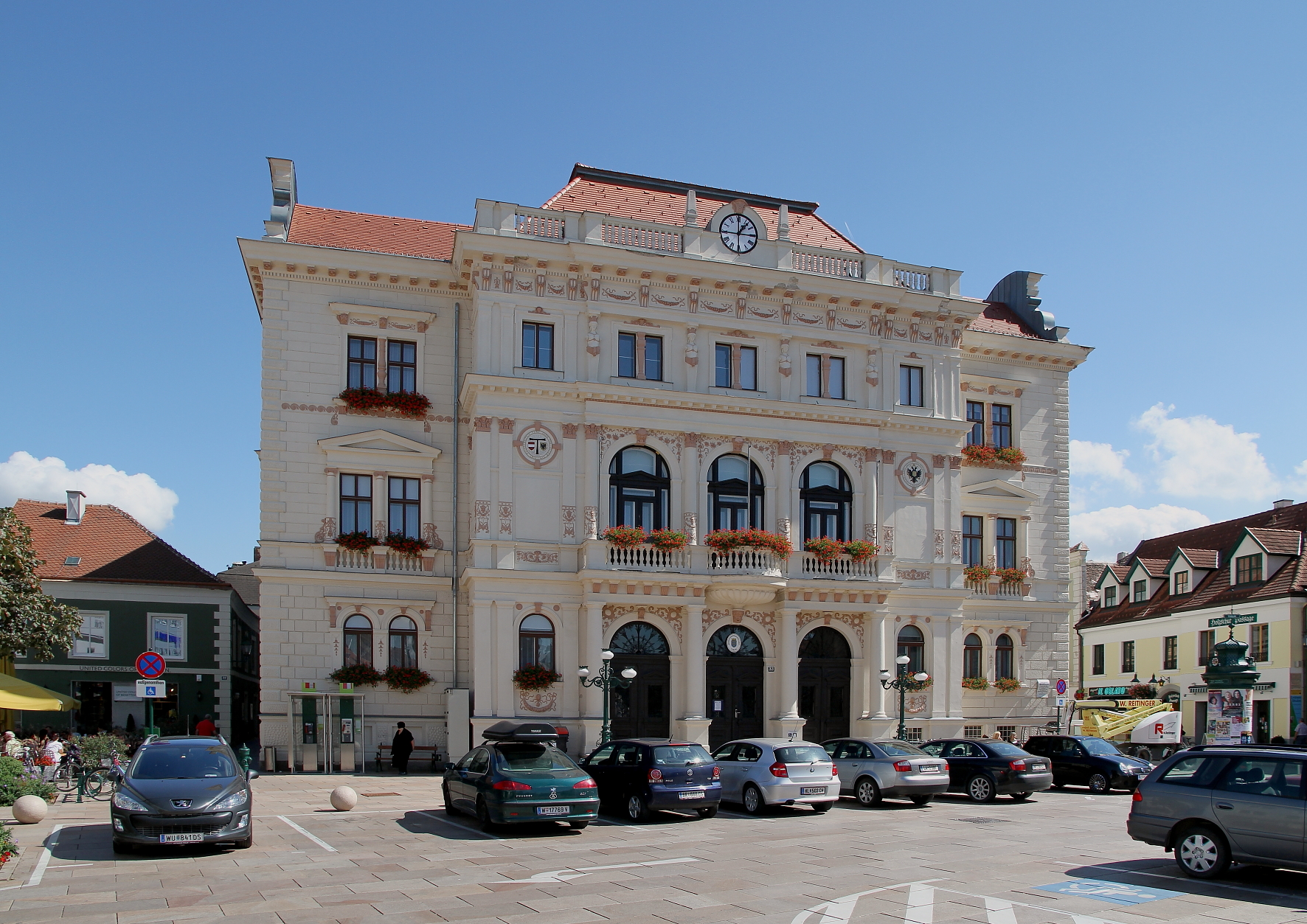
Hauptplatz 33 (Bezirkshauptmannschaft)
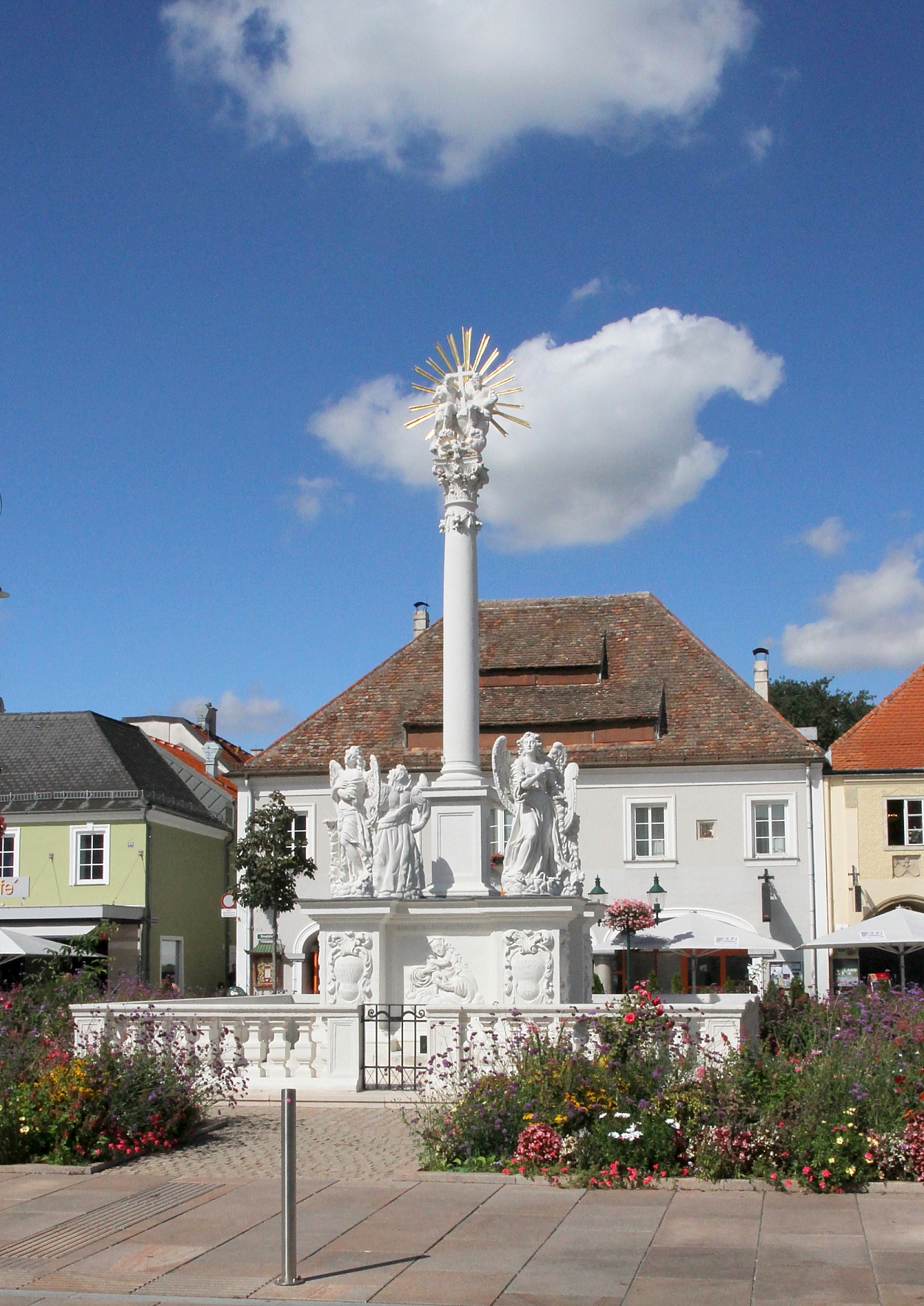
Dreifaltigkeitssäule

## Sport
Tulln an der Donau was op 6 juli 2014 de startplaats van de 66ste editie van de Ronde van Oostenrijk, die werd gewonnen door de Brit Peter Kennaugh.

## Geboren
- Egon Schiele (1890–1918), kunstschilder
- Patrick Wimmer (2001), voetballer

Absdorf · Atzenbrugg · Fels am Wagram · Grafenwörth · Großriedenthal · Großweikersdorf · Judenau-Baumgarten · Kirchberg am Wagram · Königsbrunn am Wagram · Königstetten · Langenrohr · Michelhausen · Muckendorf-Wipfing · Sieghartskirchen · Sitzenberg-Reidling · Sankt Andrä-Wördern · Tulbing · Tulln an der Donau · Würmla · Zeiselmauer-Wolfpassing · Zwentendorf an der Donau
- Gemeinsame Normdatei: 4061190-5
- Library of Congress Control Number: n89119003
- MusicBrainz: 99f4aee0-a80b-404d-802c-3a8ba42bf7a3
- Nationale Bibliotheek van Tsjechië: xx0134075
- Nationale Bibliotheek van Israël: 987007567581805171
- Virtual International Authority File: 158878119